# Слепуха, Дмитрий Алексеевич
Дмитрий Алексеевич Слепуха — советский хозяйственный, государственный и политический деятель, Герой Социалистического Труда.

## Биография
Родился в 1916 году в станице Пашковская. Член ВКП(б).
С 1935 года — на хозяйственной, общественной и политической работе. В 1935—1966 гг. — экскаваторщик на руднике в городе Златоуст, в Красной Армии, участник Великой Отечественной войны, старший машинист экскаватора Водораздельного строительного района Волго-Донского судоходного канала имени В. И. Ленина, на работе в строительных организациях Сталинградской/Волгоградской области и Краснодаре.
Указом Президиума Верховного Совета СССР от 19 сентября 1952 года присвоено звание Героя Социалистического Труда с вручением ордена Ленина и золотой медали «Серп и Молот».
Избирался депутатом Верховного Совета РСФСР 4-го созыва.
Умер в 2003 году в Краснодаре.